# عبدالله مسفر
عبدالله مسفر (انگلیسی: Abdullah Mesfer؛ زادهٔ ۲۸ ژانویهٔ ۱۹۶۲) مربی فوتبال اهل امارات متحده عربی است.
وی سابقه مربی‌گری در تیم ملی فوتبال امارات متحده عربی و تیم ملی فوتبال اردن را در کارنامه دارد.